# Đường sắt ở Áo

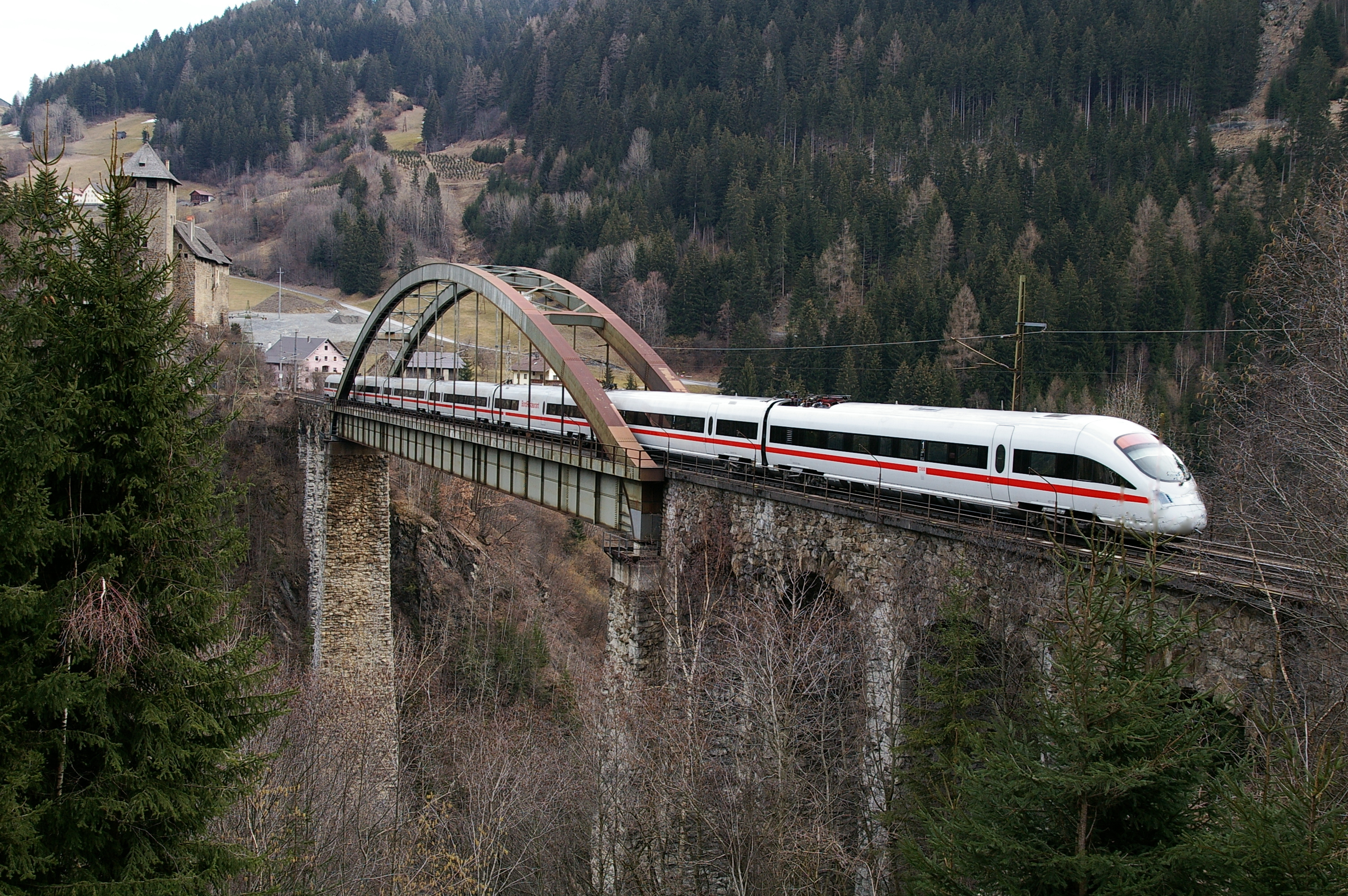
Một đoàn tàu ICE T trên Cầu Trisanna, Wiesburg

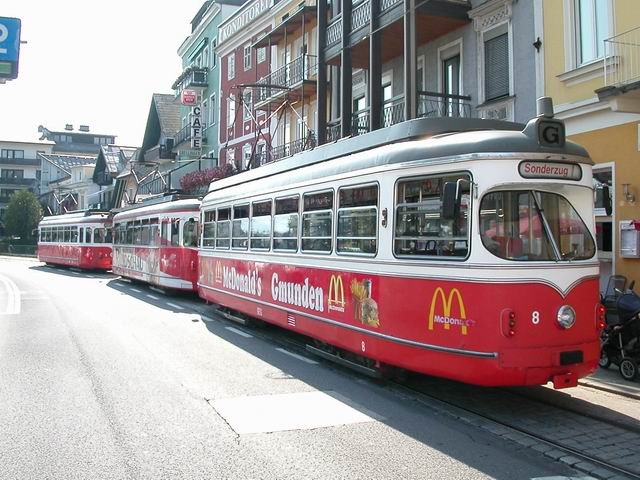
Một số chiếc xe điện ở Gmunden

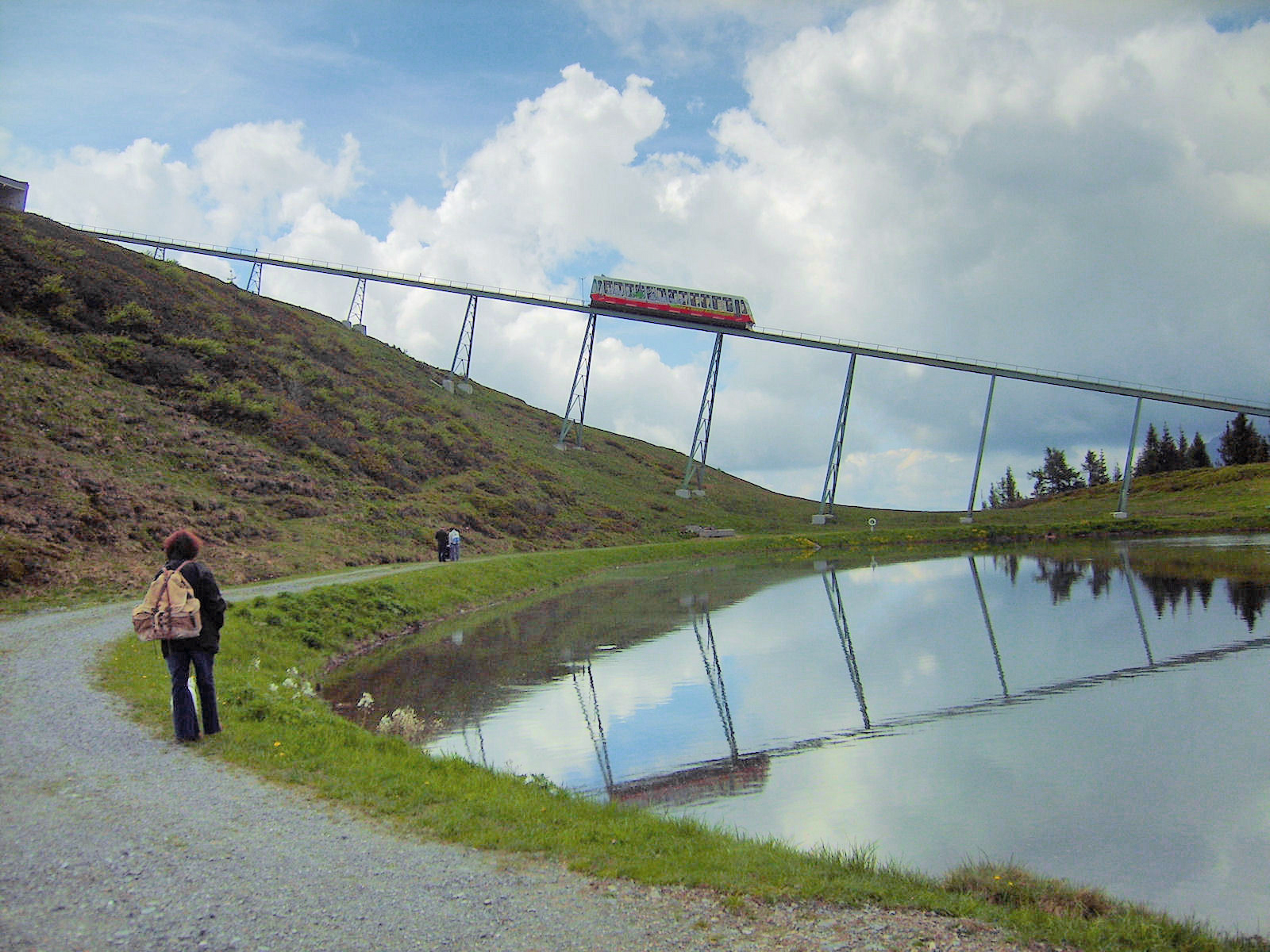
Đường sắt leo núi Hartkaiserbahn gần Ellmau

Vận tải đường sắt ở Áo chủ yếu do công ty đường sắt quốc gia ÖBB sở hữu. Mạng lưới đường sắt tại Áo dài 6.123 km, sử dụng khổ tiêu chuẩn và có 3,523 km được điện khí hóa.
Áo là thành viên của Liên minh Đường sắt Quốc tế (UIC). Mã quốc gia UIC của Áo là 81.

## Lịch sử

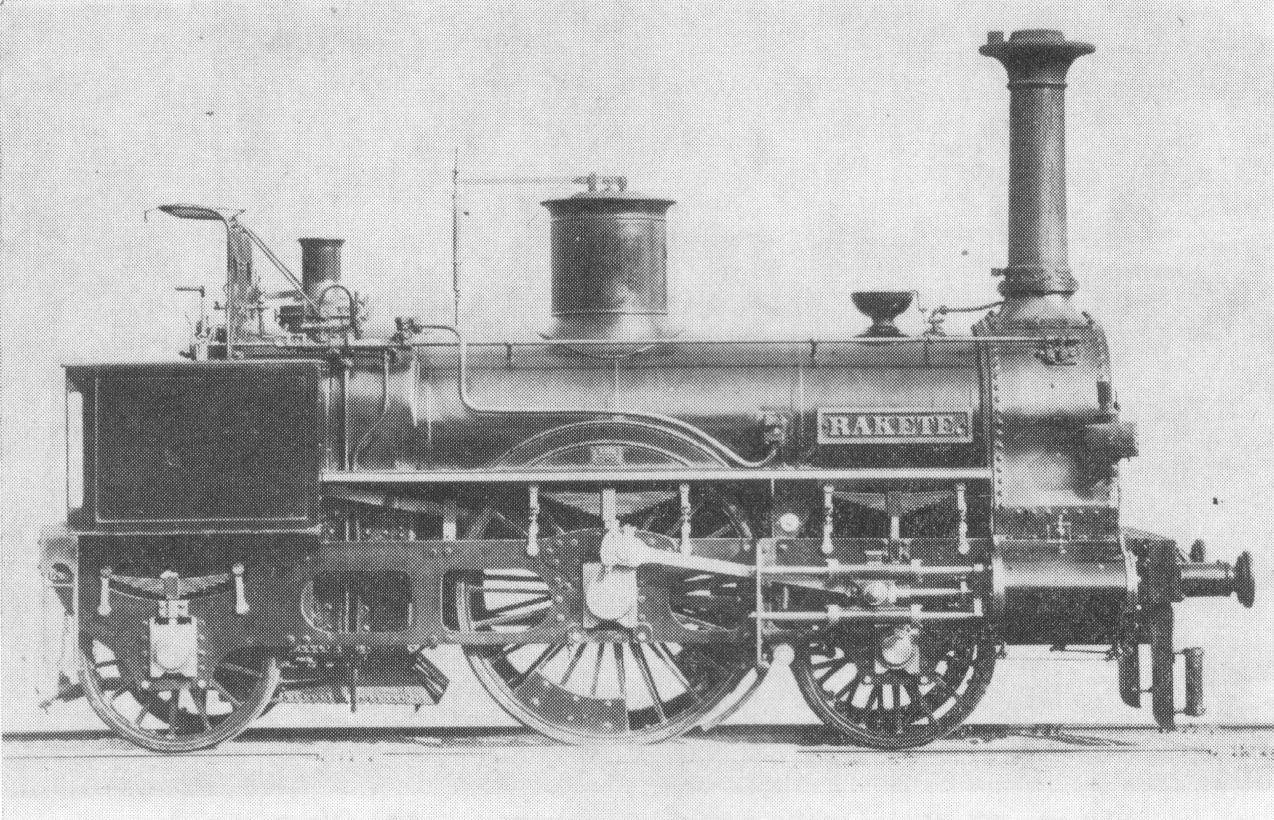
Đầu máy Rakete (Rocket) của Kaiser-Ferdinands-Nordbahn

Lịch sử vận tải đường sắt của Áo bắt đầu từ đường sắt Reisszug, một tuyến đường sắt leo núi tư nhân do ngựa kéo phục vụ cho Pháo đài Hohensalzburg. Được xây dựng vào cuối thế kỷ 15 và được ghi chép lại lần đầu tiên vào năm 1515, đây là tuyến đường sắt leo núi lâu đời nhất được biết đến trên thế giới và có thể là tuyến đường sắt lâu đời nhất đang tồn tại.
Vào thế kỷ 19, sau khi xây dựng một số tuyến xe điện do ngựa kéo, năm 1837, tuyến Nordbahn nối Vienna - Břeclav đã được khánh thành. Đường sắt Nhà nước Hoàng gia Áo, một công ty phục vụ phía bên Áo của Đế quốc Áo-Hung, được thành lập vào năm 1884  và vào năm 1923, vài năm sau khi Đế quốc Áo-Hung sụp đổ, một công ty đường sắt quốc gia tên là "ÖBB" được thành lập nên.
Năm 1998, thị trường được tự do hóa và có chỉ số mức độ mở cửa thị trường cao nhất ở EU theo Chỉ số Tự do hóa Đường sắt năm 2011, mặc dù thị phần của ÖBB đối với dịch vụ đường sắt cho tàu khách vẫn trên 90%.

## Mạng lưới
Về mạng lưới của đường sắt của Áo, ngoài hệ thống đường sắt chính, còn có một số tuyến đường sắt leo núi, đường sắt răng cưa và rất nhiều tuyến đường sắt di tích chủ yếu bắt nguồn từ một phần của các tuyến không được sử dụng. Một số tuyến đường sắt sử dụng loại khổ hẹp.

## Đường sắt đô thị
- Viên có hệ thống tàu S-Bahn, U-Bahn và mạng lưới xe điện lớn.
- Graz có hệ thống tàu S-Bahn trong khu vực, một mạng lưới xe điện và đường sắt leo núi.
- Linz cũng có hệ thống S-Bahn trong khu vực và một mạng lưới xe điện bao gồm cả Pöstlingbergbahn.
- Salzburg có hệ thống tàu S-Bahn trong khu vực và một tuyến đường sắt leo núi.[6]
- Innsbruck có hệ thống tàu S-Bahn, mạng lưới xe điện và đường sắt leo núi.
- Thị trấn Gmunden có một tuyến xe điện Gmunden riêng.
- Làng Serfaus, với hệ thống tàu U-Bahn Serfaus,[7] đôi khi được coi là thị trấn nhỏ nhất có tàu điện ngầm trên thế giới.[8]

## Đường sắt khổ hẹp
Tại Áo, nhiều tuyến đường sắt khổ hẹp đã được xây dựng do địa hình đồi núi hiểm trở. Nhiều tuyến tồn tại lại như là hình thức vận chuyển công cộng hoặc là một tuyến đường sắt di tích.